# 100 meter ryggsim för damer i simning vid olympiska sommarspelen 2004
Sammanställda resultaten för 100 meter ryggsim, damer vid de Olympiska sommarspelen 2004.

## Rekord
| Världsrekord                        | Natalie Coughlin (USA)          | Fort Lauderdale, USA | 59,58   | 13 augusti 2002   |
| Tidigare Olympiskt rekord           | Diana Iuliana Mocanu (Rumänien) | Sydney, Australien   | 1.00,21 | 18 september 2000 |
| Nytt Olympiskt rekord (semifinal 2) | Natalie Coughlin (USA)          | Aten, Greklad        | 1.00,17 | 15 augusti 2004   |

## Medaljörer
| Guld:                 | Silver:                   | Brons:                    |
| Natalie Coughlin, USA | Kirsty Coventry, Zimbabwe | Laure Manaudou, Frankrike |

## Resultat
Från de 5 kvalheaten gick de 16 snabbaste tiderna vidare till semifinal.

Från semifinalerna gick de 8 snabbaste till final.
Alla tider visas i minuter och sekunder.

Q kvalificerad till nästa omgång

DNS startade inte.

DSQ markerar diskvalificerad eller utesluten.

### Kval

#### Heat 1
1. Lenient Obia, Nigeria 1.09,65
2. Ana Galindo, Honduras 1.11,80
3. Jelena Rojkova, Turkmenistan 1.15,48

#### Heat 2
1. Kiera Aitken, Bermuda 1.04,37
2. Chonlathorn Vorathamrong, Thailand 1.05,15
3. Sadan Derya Erke, Turkiet 1.05,38
4. Serrana Fernandez, Uruguay 1.05,51
5. Hsiao-Han Fu, Taiwan 1.06,62
6. Anastassija Prilepa, Kazakstan 1.07,55
7. Olga Gnedovskaja, Uzbekistan 1.15,33

#### Heat 3
1. Kirsty Coventry, Zimbabwe 1.01,60 Q Afrikanskt rekord
2. Sanja Jovanovic, Kroatien 1.02,47
3. Sviatlana Chachlova, Vitryssland 1.03,25
4. Gisela Morales, Guatemala 1.03,72
5. Anna Gostomelsky, Israel 1.04,06
6. Hiu-Wai Sherry Tsai, Hongkong 1.04,25
7. Eirini Karastergiou, Grekland 1.05,30
8. Hanna-Maria Seppälä, Finland 1.05,55

#### Heat 4
1. Laure Manaudou, Frankrike 1.01,27 Q
2. Reiko Nakamura, Japan 1.01,39 Q
3. Noriko Inada, Japan 1.01,67 Q
4. Stanislava Komarova, Ryssland 1.01,84 Q
5. Ilona Hlavackova, Tjeckien 1.01,95 Q
6. Shu Zhan, Kina 1.02,39 Q
7. Erin Gammel, Kanada 1.02,47
8. Min-Ji Shim, Sydkorea 1.03,14

#### Heat 5
1. Antje Buschschulte, Tyskland 1.01,68 Q
2. Giaan Rooney, Australien 1.01,96 Q
3. Haley Cope, USA 1.01,99 Q
4. Louise Ørnstedt, Danmark 1.02,17 Q
5. Irina Amsjennikova, Ukraina 1.02,57
6. Marieke Guehrer, Australien 1.02,76
7. Hannah McLean, Nya Zeeland 1.03,09
8. Alexandra Putra, Frankrike 1.04,13

#### Heat 6
1. Natalie Coughlin, USA 1.01,45 Q
2. Nina Zhivanevskaya, Spanien 1.01,75 Q
3. Katy Sexton, Storbritannien 1.02,01 Q
4. Sarah Price, Storbritannien 1.02,17 Q
5. Chang Gao, Kina 1.02,19 Q
6. Nikolett Szepesi, Ungern 1.02,78
7. Janine Pietsch, Tyskland 1.03,13
8. Alessandra Cappa, Italien 1.03,50

### Semifinaler

#### Heat 1
1. Antje Buschschulte, Tyskland 1.00,94 Q
2. Kirsty Coventry, Zimbabwe 1.01,21 Q Afrikanskt rekord
3. Reiko Nakamura, Japan 1.01,24 Q
4. Giaan Rooney, Australien 1.01,41 Oceanienrekord
5. Stanislava Komarova, Ryssland 1.01,63
6. Katy Sexton, Storbritannien 1.01,96
7. Shu Zhan, Kina 1.02,10
8. Sarah Price, Storbritannien 1.02,48

#### Heat 2
1. Natalie Coughlin, USA 1.00,17 Q Olympiskt rekord
2. Laure Manaudou, Frankrike 1.00,88 Q
3. Louise Ørnstedt, Danmark 1.01,12 Q
4. Haley Cope, USA 1.01,13 Q
5. Nina Zhivanevskaya, Spanien 1.01,19 Q
6. Noriko Inada, Japan 1.01,74
7. Ilona Hlavackova, Tjeckien 1.01,81
8. Chang Gao, Kina 1.02,17

### Final
1. Natalie Coughlin, USA 1.00,37
2. Kirsty Coventry, Zimbabwe 1.00,50 Afrikanskt rekord
3. Laure Manaudou, Frankrike 1.00,88
4. Reiko Nakamura, Japan 1.01,05
5. Nina Zhivanevskaya, Spanien 1.01,12
6. Antje Buschschulte, Tyskland 1.01,39
7. Louise Ørnstedt, Danmark 1.01,51
8. Haley Cope, USA 1.01,76

## Tidigare vinnare

### OS
- 1896 - 1920: Ingen tävling
- 1924 i Paris: Sybil Bauer, USA – 1.23,2
- 1928 i Amsterdam: Maria Braun, Nederländerna – 1.22,0
- 1932 i Los Angeles: Eleanor Holm, USA – 1.19,4
- 1936 i Berlin: Dina Senff, Nederländerna – 1.18,9
- 1948 i London: Karen-Margrete Harup, Danmark – 1.14,4
- 1952 i Helsingfors: Joan Harrison, Sydafrika – 1.14,3
- 1956 i Melbourne: Judy Grinham, Storbritannien – 1.12,9
- 1960 i Rom: Lynn Burke, USA – 1.09,3
- 1964 i Tokyo: Cathy Ferguson, USA – 1.07,7
- 1968 i Mexico City: Kaye Hall, USA – 1.06,2
- 1972 i München: Melissa Belote, USA – 1.05,78
- 1976 i Montréal: Ulrike Richter, DDR – 1.01,83
- 1980 i Moskva: Rica Reinisch, DDR – 1.00,86
- 1984 i Los Angeles: Theresa Andrews, USA – 1.02,55
- 1988 i Seoul: Kristin Otto, DDR – 1.00,89
- 1992 i Barcelona: Krisztina Egerszegi, Ungern – 1.00,68
- 1996 i Atlanta: Beth Botsford, USA – 1.01,19
- 2000 i Sydney: Diana Mocanu, Rumänien – 1.00,21

### VM
- 1973 i Belgrad: Ulrike Richter, DDR – 1.05,42
- 1975 i Cali, Colombia: Ulrike Richter, DDR – 1.03,30
- 1978 i Berlin: Linda Jezek, USA – 1.02,55
- 1982 i Guayaquil, Ecuador: Kristin Otto, DDR – 1.01,30
- 1986 i Madrid: Betsy Mitchell, USA – 1.01,74
- 1991 i Perth: Krisztina Egerszegi, Ungern – 1.01,78
- 1994 i Rom: Ci-Hong He, Kina – 1.00,57
- 1998 i Perth: Lea Loveless-Maurer, USA – 1.01,16
- 2001 i Fukuoka, Japan: Natalie Coughlin, USA – 1.00,37
- 2003 i Barcelona: Antje Buschschulte, Tyskland – 1.00,50